# Lønborg Sogn
Lønborg Sogn er et sogn i Skjern Provsti (Ribe Stift).
I 1800-tallet var Egvad Sogn anneks til Lønborg Sogn. Begge sogne hørte til Nørre Horne Herred i Ringkøbing Amt. Lønborg-Egvad sognekommune blev senere delt, så hvert sogn dannede sin egen sognekommune. Ved kommunalreformen i 1970 blev både Lønborg og Egvad indlemmet i Egvad Kommune, der ved strukturreformen i 2007 indgik i Ringkøbing-Skjern Kommune.
I Lønborg Sogn ligger Lønborg Kirke.
I sognet findes følgende autoriserede stednavne:
- Annebjerg (areal)
- Bjerget (areal)
- Fjerbæk (bebyggelse)
- Galgebjerg (bebyggelse)
- Høje Sande (areal)
- Klinker (bebyggelse)
- Klinkerne (areal)
- Klynge (bebyggelse)
- Kyvling (bebyggelse, ejerlav)
- Kyvling-Husted (bebyggelse)
- Lavstrup (bebyggelse)
- Lønborg (bebyggelse)
- Lønborggård (landbrugsejendom)
- Lønborggård Plantage (areal)
- Nørre Bøel (bebyggelse)
- Præstehøj (areal)
- Røel Banke (areal)
- Skaven (bebyggelse)
- Skaven Strand (bebyggelse)
- Strandby (bebyggelse)
- Styg (bebyggelse)
- Sønder Bøel (bebyggelse)
- Tamkær (areal)
- Varisbøl (bebyggelse)
- Vesterby (bebyggelse)
- Vostrup (bebyggelse)
- Vostrup Plantage (areal)
- Vostrup Østerby (bebyggelse)